# Командний чемпіонат Великобританії зі спідвею
Британська спідвейна ліга - найстаріша та одна з найсильніших ліг у світі спідвею. Змагання проводяться на класичних трасах, а її історія налічує період до Другої світової війни, розпочавшись у 1929 році. Це була перша регулярна спідвейна ліга у світі, виникла як дві паралельні ліги - Південна та Північна ліги. Stamford Bridge і  Leeds стали першими чемпіонами відповідно.
У 1932 році обидві ліги об'єдналися, утворивши Британську спідвейну лігу. З 2017 року ліга функціонує у вигляді двох професійних ліг - SGB Premiership i SGB Championship, а також аматорської/напівпрофесійної National Development League .
Ліга проводиться за коловою системою, де кожна команда зіграє чотири матчі проти кожної іншої команди протягом сезону - двічі вдома та двічі на виїзді. Крім боротьби за чемпіонство в лізі, існують окремі змагання за кубок ліги, включаючи Кубок британської елітної ліги з вибуванням, індивідуальні чемпіонати ліги та чемпіонати пар ліг.
Щороку перед початком чемпіонату Великої Британії клуби вищої ліги беруть участь у турнірі за щит Пітера Крейвена. Команди розподіляються на три групи, кожна група складається з трьох команд. Переможці груп потрапляють до фіналу, де всі матчі проводяться у форматі коли в одному матчі їдуть одразу 3 командт.
В таблиці змагань, аналогічній польській лізі, відбувається 15 гонок. Проте, розклад учасників в індивідуальних заїздах має відмінності. Тренери команд мають широкі можливості використання замін і тактичних резервів. У складі команд може бути будь-яка кількість іноземних гонщиків, але мусить бути один молодший гонщик, так званий"Rising Star". Найкращий гонщик команди за середнім підсумком матчів повинен стартувати під першим номером. .

## Виноски
1. ↑  British speedway introduces promotion and relegation (англ.)
2. ↑  Basic League Rules - British Speedway Official Website (брит.), 30 квітня 2021